# Godasa maculatrix
Godasa maculatrix är en fjärilsart som beskrevs av Walker 1864. Godasa maculatrix ingår i släktet Godasa och familjen nattflyn. Inga underarter finns listade i Catalogue of Life.